# Медівник танімбарський
Медівни́к танімбарський (Philemon plumigenis) — вид горобцеподібних птахів родини медолюбових (Meliphagidae). Ендемік Індонезії. Раніше він вважався підвидом брунатного медівника, однак за результатами молекулярно-генетичного дослідження, опублікованими в 2007 році, був визнаний окремим видом.

## Поширення і екологія
Танімбарські медівники мешкають на островах Кай і Танімбар. Вони живуть у вологих рівнинних і гірських тропічних лісах.